# The J.B.'s
The J.B.'s (anche riportati con le grafie The JB's e The J.B.s) anche conosciuti come Fred Wesley and the JBs, The James Brown Soul Train, Maceo and the Macks, A.A.B.B. e Fred Wesley and the New JBs, furono il gruppo di supporto di James Brown.
I J.B.'s vennero fondati nel marzo del 1970 e, durante la loro attività, entrarono nel loro organico numerosissimi musicisti fra cui Bobby Byrd, Pee Wee Ellis, Lyn Collins, Fred Wesley, Maceo Parker, Bootsy Collins e il suo fratello minore Catfish Collins. Nel 2006 dichiararono lo scioglimento mentre nel 2015 furono nominati per entrare nella Rock and Roll Hall of Fame.

## Discografia
- 1972 – Food for Thought
- 1973 – Doing It to Death
- 1974 – Damn Right I Am Somebody
- 1974 – Breakin' Bread
- 1975 – Hustle with Speed
- 1978 – Jam II Disco Fever
- 1979 – Groove Machine
- 1989 – Pee Wee, Fred and Maceo
- 1993 – Funky Good Time / Live
- 1994 – I Like It like That
- 1999 – Bring the Funk On Down
- 2011 – The Lost Album
- 2014 – These Are the JB's